# Trithuria
Trithuria — рід водяних рослин родини Hydatellaceae. Включає 12 видів. Поширені в Австралії та Новій Зеландії, а один вид в Індії.

## Історія класифікації
Trithuria разом з родом Hydatella у складі родини Hydatellaceae традиційно відносилися до однодольних рослин. В системі Кронквіста (1981) родина Hydatellaceae виділена в монотипний порядок Hydatellales в складі підкласу Commelinidae класу Liliopsida. В системі Тахтаджяна (1997) Hydatellaceae виділені в порядок Hydatellales в складі монотипного надпорядку Hydatellanae підкласу Commelinidae класу Liliopsida (Однодольні).
У системах класифікації APG I (1998) і APG II (2003) Hydatellaceae входили до складу порядку тонконогоцвіті (Poales) групи commelinoids (в системі 2003 року називалася commelinids) в складі групи монокот.
До початку XXI століття Hydatellaceae вважалися однією з найбільш еволюційно просунутих груп однодольних. Однак в 2006 році в результаті молекулярних досліджень вони були віднесені до порядку лататтєцвітих (Nymphaeales), тобто до палеодікот — парафілетичної групи, в яку об'єднані базальні групи квіткових, але вони не попадають в таксони однодольних і справжніх дводольних в сучасному розумінні. Крім того, рід Hydatella було приєднано до Trithuria і родина Hydatellaceae стала монотиповою. Така класифікація була підтверджена системою APG III (2009).

## Види
- Trithuria austinensis D.D.Sokoloff, Remizowa, T.D.Macfarl. & Rudall
- Trithuria australis (Diels) D.D.Sokoloff, Remizowa, T.D.Macfarl. & Rudall
- Trithuria bibracteata Stapf ex D.A.Cooke
- Trithuria cookeana D.D.Sokoloff, Remizowa, T.D.Macfarl. & Rudall
- Trithuria cowieana D.D.Sokoloff, Remizowa, T.D.Macfarl. & Rudall
- Trithuria filamentosa Rodway
- Trithuria inconspicua Cheeseman
- Trithuria konkanensis S.R.Yadav & Janarth.
- Trithuria lanterna D.A.Cooke
- Trithuria occidentalis Benth.
- Trithuria polybracteata D.A.Cooke ex D.D.Sokoloff, Remizowa, T.D.Macfarl. & Rudall
- Trithuria submersa Hook.f.